# P.C. Stenersen Gad
Peter Christian Stenersen Gad (født 27. april 1797 i Pedersker på Bornholm, død 12. oktober 1851) var en dansk biskop. Han var broder til Christen Pram Gad og fader til Gottlieb Ernst Clausen Gad.
Gad deponerede fra Frederiksborg Skole 1813. Han tog teologisk embedseksamen 1817, blev adjunkt i Frederiksborg 1821, residerende kapellan ved Frue Kirke i Aalborg og sognepræst til Sønder Tranders 1825, 2. residerende kapellan ved Frue Kirke i København 1828 og residerende kapellan ved Trinitatis Kirke sammesteds 1831.
Gad havde 1822 ægtet stiftsprovst H.G. Clausens yngste datter, Sophie Georgia (1799–1875), og han blev, da han var kommet til København, stærkt påvirket af den kreds, der samlede sig om det Clausenske hus, og især af svogeren H.N. Clausen. Ligesom denne droges han ind i bestræbelserne for enevældens afløsning af en fri forfatning; han var i 3 år formand for Selskabet for Trykkefrihedens rette Brug, og i dettes møder så vel som ved majfesterne efter stænderforfatningens indførelse var han en yndet taler; mange fandt, at han her lagde større veltalenhed for dagen end på prædikestolen. Han var ligeledes 1843-45 formand for Samfundet til den danske Litteraturs Fremme.
Det skyldtes vistnok også påvirkning fra det Clausenske hus, at han interesserede sig for Københavns forskønnelse og var medlem af en komité, som virkede for denne, og som, om den end ikke opnåede store resultater, dog har fortjenesten af Sankt Annæ Pladses regulering og beplantning. Ligeledes sluttede han sig til de bestræbelser, som H.N. Clausen havde indledet, der gik ud på at bryde det åg, som den indbyrdes undervisnings metode længe havde lagt på almueskolen, og i det hele atter at vække interessen for denne både i almindelighed og især i København, hvis skolevæsen han mente trængte til en omorganisation.
Men Gad blev tillige i København indviklet i den strid, som J.C. Lindberg den gang førte mod den Clausenske slægt og alle, der stode i forbindelse med den. Gad, der i teologisk henseende stod ganske på samme standpunkt som sin svoger, havde foretaget nogle forandringer i det ønske, som præsten efter altergangen skal udtale over kommunikanterne. Grunden hertil var sikkert, at han ikke ville sige, at Kristi legeme og blod "har gjort Fyldest for alle eders Synder". Herover blev der ført klage for biskop P.E. Müller, som straks tilskrev Gad og pålagde ham, hvis han virkelig havde foretaget den anførte forandring, at opgive denne og holde sig til ritualets ord. 
Gad faldt til Føje efter at have gjort et par forgæves forsøg på at få sagen indanket for Kancelliet. Da Lindberg rettede angreb på ham, der ikke kunne have været heftigere, hvis det havde været selve indstiftelsesordene, han havde forandret, svarede han med et par småskrifter. Det var hans som H.N. Clausens mening, at alle kirkelige formularer kun burde være anvisninger for præsterne, der skulle have frihed til at foretage ændringer i dem. Gad søgte siden, da Lindberg havde rettet et langt farligere Angreb paa C.H. Visby, at forsvare denne eller i det mindste at påvise, at de kirkelige lovbestemmelser ikke kunne anvendes på så massiv en måde, som Lindberg ville.
Gad var 1840 blevet dr.theol. og han blev Ridder af Dannebrog 1845. Da Lolland-Falsters Bispestol sidstnævnte år blev ledig ved Rasmus Møllers død, blev han dennes efterfølger. Lindberg var året i forvejen bleven præst i Tingsted på Falster, og det løb ikke af uden fornyede stridigheder mellem de to gamle Modstandere.
1848 forflyttedes Gad til Fyns Bispestol. Heller ikke her undgik han stridigheder med de grundtvigianske præster. Han havde, uagtet han allerede den gang var angrebet af den sygdom, der voldte hans død, del i, at der blev givet præsterne Birkedal fra Ryslinge og Viborg fra Rynkeby en irettesættelse, fordi de imod sognepræstens vilje havde holdt en forsamling i et sogn, hvor baptisterne havde vundet udbredelse. Sagen vakte ikke lidt opsigt og bidrog sit til, at loven om sognebåndsløsning udkom.